# Avião dos Pioneiros
O Avião dos Pioneiros é um avião, do tipo Douglas C-47-5-DK número de série 12.303 em Canarana, Mato Grosso. Foi entregue originalmente em 11 de janeiro de 1944 para a Força Aérea dos Estados Unidos com o objetivo de atuar no esforço americano na Segunda Guerra Mundial. Entretanto, um mês depois foi entregue para a RAF, sendo desativado ao final da guerra. Já em 13 de dezembro de 1946, após um curto período no Canadá, a aeronave foi entregue para a Linhas Aéreas Natal, Rio Grande do Norte, com o prefixo PP-JAB. A Linhas Aéreas Natal foi absorvida pela Real Transportes Aéreos em dezembro de 1950 e a aeronave foi re-registrada como PP-YPU, onde permaneceria pelos próximos 11 anos.
Em agosto de 1961 a Real Transportes Aéreos acabou sendo adquirida pela Varig, sem alterações na matrícula do avião. Em 1969 a aeronave foi vendida pela Varig à Caraíba Metais S.A., uma empresa do Grupo Baby (Francisco) Pignatari e registrada em 21 de março de 1972. Quatro anos depois, foi definitivamente entregue à Cooperativa de Colonização 31 de Março Ltda. (COOPERCOOL) com sede em Barra do Garças, Mato Grosso, após ter sido anteriormente registrado na Conagro S.C. Ltda. À época de sua aquisição, o equipamento já acumulava 34 887 horas e 36 minutos de vôo.
O avião parou de voar em 1980 e desde 1981 encontra-se em exposição estática em Canarana, Mato Grosso, sendo tombado como Patrimônio Histórico em 1 de setembro de 2009.